# John McInerney
John Edward McInerney (Liverpool, 7 settembre 1957) è un cantante britannico naturalizzato tedesco.
È noto per essere il frontman e unico membro stabile del gruppo musicale Bad Boys Blue, band fondata nel 1984 dal produttore discografico tedesco Tony Hendrik. La formazione originale del gruppo era composta, oltre che da McInerney, anche dal giamaicano Trevor Taylor e dallo statunitense Andrew Thomas.